# Dia Mundial de la Llibertat de Premsa
El 1993, l'Assemblea General de les Nacions Unides proclamà el 3 de maig com a Dia Mundial de la Llibertat de Premsa, amb la idea de «fomentar la llibertat de premsa al món en reconèixer que una premsa lliure, pluralista i independent és un component essencial de tota societat democràtica». La data recorda la instauració de la Declaració de Windhoek sobre la llibertat d'exercici del periodisme.
Cada any, la UNESCO commemora aquesta data recordant d'aquesta manera els nombrosos periodistes d'arreu del món que per compromís professional posen en perill les seves vides en l'esforç d'informar a la ciutadania i de promoure la lliure circulació de la informació.
La UNESCO convoca cada 3 de maig tots els països membres i les seves societats a reflexionar sobre la llibertat de premsa i les diverses qüestions que concerneixen els àmbits del periodisme, la informació i la comunicació.
El 3 de maig de 2021, coincidint amb el Dia Mundial de la Llibertat de Premsa, la Directa difongué a través de les xarxes socials una portada falsa amb el titular «L'aposta social de Mercadona» com si fos un dels comunicats que difon la cadena de supermercats i que regularment els mitjans d'informació publiquen acríticament sense advertir les lectores que es tracta de publicitat maquillada. A causa de l'enrenou provocat, la mateixa tarda publicà la portada autèntica de l'edició del número 523 amb el titular «Un Mercadona més, deu botigues menys», a fi de denunciar els efectes negatius de l'empresa de Juan Roig com la fuga de venedores dels mercats municipals, les pressions i pràctiques antisindicals, i les tàctiques abusives alhora de marcar els preus de venda a les llotges a les productores de fruites i verdures. Aquesta situació afecta notablement el cultiu de cítrics, predominant al País Valencià, on les taronges s'encareixen un 572% i les llimes un 994% en el trajecte del camp al lineal del supermercat.

## 3 de maig
Aquest dia serveix per a celebrar els principis fonamentals de la llibertat de premsa, per avaluar si es respecta a tot el món aquest dret i per a defensar els mitjans de comunicació dels atemptats contra la seva independència.
| «     | La llibertat d'expressió Segons estableix l'article 19 de la Declaració Universal dels Drets Humans, la llibertat d'expressió és un dret fonamental: "Tot individu té dret a la llibertat d'opinió i d'expressió; aquest dret inclou el de no ser molestat a causa de les seves opinions, el d'investigar i rebre informacions i opinions, i el de difondre-les, sense limitació de fronteres, per qualsevol mitjà d'expressió". Tenint en compte aquest dret, el Dia Mundial de la Llibertat de Premsa és una oportunitat per: - Celebrar els principis fonamentals de la llibertat de premsa; - Avaluar la situació de la llibertat de premsa al món; - Defensar els mitjans de comunicació dels atemptats contra la seva independència, i - Retre homenatge als periodistes que han perdut la vida en el compliment del seu deure. Mitjans per a la democràcia La 26a edició de la celebració del Dia Mundial de la Llibertat de Premsa està organitzada conjuntament per la UNESCO, la Unió Africana i el Govern de la República Democràtica Federal d'Etiòpia. L'acte principal tindrà lloc a Addis Abeba de l'1 a el 3 de maig, a la seu de la Unió Africana. Sota el tema "Mitjans per a la democràcia: periodisme i eleccions en els temps de la desinformació", l'edició 2019 d'aquest dia se centra en els desafiaments actuals als quals la premsa s'enfronta durant les jornades electorals, així com el paper del periodisme en els processos de pau i reconciliació. | » |
| — ONU | |   |

L'activitat més significativa a la qual convoquen l'Organització de les Nacions Unides i la UNESCO amb motiu del Dia Mundial de la Llibertat de Premsa és a la cerimònia de lliurament del Premi Mundial de la Llibertat de Premsa UNESCO-Guillermo Cano i a l'acte acadèmic en què participen destacats periodistes i especialistes internacionals coneixedors del tema de reflexió a qual convoca la UNESCO cada any.
Aquests actes es desenvolupen els dies 3 i 4 de maig en algun país del món, són convocats i organitzats per la UNESCO i el país amfitrió, s'inauguren amb el missatge del Director General de Nacions Unides i són presidits pel Director General de la UNESCO i el President del país seu. Aquests actes han estat realitzats als següents països:
Celebracions anteriors
| Any  | País            | Ciutat        | Tema |
| ---- | --------------- | ------------- | --- |
| 2019 | Etiòpia         | Addis Abeba   | “Mitjans per a la democràcia: Periodisme i Eleccions en els Temps de la Desinformació”                                                           |
| 2018 | Ghana           | Accra         | «Els frens i contrapesos al poder: mitjans de comunicació, justícia i estat de dret».                                                            |
| 2017 | Indonèsia       | Jakarta       | «Ments crítiques per a temps crítics» |
| 2016 | Finlàndia       | Hèlsinki      | L'accés a la informació i les llibertats fonamentals És el teu dret!                                                                             |
| 2015 | Letònia         | Riga          | Que prosperi el periodisme! «Per una millor informació, més igualtat de gènere i major seguretat en els mitjans de comunicació en l'era digital» |
| 2014 | França          | París         | La llibertat de premsa per a un futur millor: la importància de la seva inclusió al programa de desenvolupament per després de 2015              |
| 2013 | Costa Rica      | San José      | «Parlar sense risc: Per l'exercici segur de la llibertat d'expressió en tots els mitjans»                                                        |
| 2012 | Tunísia         | Cartago       | «Noves veus: la llibertat dels mitjans de comunicació ajuda a transformar les societats»                                                         |
| 2011 | Estats Units    | Washington    | «Mitjans de comunicació del segle XXI: noves fronteres, noves barreres»                                                                          |
| 2010 | Austràlia       | Brisbane      | «Llibertat d'informació: el dret a saber» |
| 2009 | Qatar           | Doha          | «Diàleg, enteniment mutu i reconciliació» |
| 2008 | Moçambic        | Maputo        | «Celebrant els principis fonamentals de la llibertat de premsa»                                                                                  |
| 2007 | Colòmbia        | Medellín      | «Les Nacions Unides i la llibertat de premsa» |
| 2006 | Sri Lanka       | Colombo       | «Els mitjans de difusió com a impulsors del canvi»                                                                                               |
| 2005 | Senegal         | Dakar         | «Mitjans de comunicació i bon govern» |
| 2004 | Montenegro      | Belgrad       | “Assistència als mitjans de comunicació en zones en situació de conflicte i països en transició”                                                 |
| 2003 | Jamaica         | Kingston      | «Impunitat» |
| 2002 | Filipines       | Manila        | «Cobertura de la Guerra contra el Terrorisme Mundial»                                                                                            |
| 2001 | Namíbia         | Windhoek      | «Combatent el Racisme i promovent la diversitat: el paper de la premsa lliure»                                                                   |
| 2000 | Suïssa          | Ginebra       | «Reporting the News in a Dangerous World: the role of the mitjana in conflict settlement, reconciliation and peace-building» en anglès           |
| 1999 | Colòmbia        | Bogotà        | «Turbulent Eres: Generational Perspectives on Freedom of the Press» en anglès                                                                    |
| 1998 | França · Uganda | París Kampala | «Press Freedom is a Cornerstone of Human Rights» en anglès                                                                                       |
| 1996 | Iemen           | Saná          | Dia Mundial de la Llibertat de Premsa 1996 en anglès                                                                                             |
| 1995 | França          | París         | Dia Mundial de la Llibertat de Premsa 1995 en anglès                                                                                             |
| 1994 | Xile            | Santiago      | Dia Mundial de la Llibertat de Premsa 1994 en anglès                                                                                             |